# Arvin Slagter
Arvin Slagter (Amsterdam, 19 september 1985) is een Nederlandse basketballer die uitkwam voor Donar in de Dutch Basketball League (DBL). Sinds 2006 maakt Slagter ook deel uit van het Nederlands basketbalteam.

## Carrière
Slagter speelde in 2003 voor het eerst bij het eerste team van Rotterdam Basketbal. Hier bleef hij spelen totdat hij in 2007 de overstap maakte naar de West-Brabant Giants uit Bergen op Zoom. In zijn laatste jaar daar, het seizoen 2009-2010, kwam Slagter met de Giants terecht in de finale van de play-offs van de FEB Eredivisie maar verloor deze van GasTerra Flames uit Groningen. Na dit seizoen bij Bergen op Zoom vertrok hij, en zat enige tijd zonder club.
Op 22 oktober 2010 werd bekendgemaakt dat Slagter uit zal komen voor Zorg en Zekerheid Leiden als vervanger van de Amerikaan Ryan Anderson. Met Leiden won Slagter twee keer het landskampioenschap, in 2011 en in 2013.
Op 5 juni 2013 werd bekend dat Slagter na drie jaar ZZ Leiden verruilt voor GasTerra Flames uit Groningen.
In juli 2014 tekende Slagter een contract voor twee jaar bij SPM Shoeters Den Bosch.
Op 8 juli 2016 keerde Slagter met een eenjarig contract terug bij Donar uit Groningen.
Slagter speelt ook 3×3-basketbal. Met het nationale 3×3-team won hij brons tijdens het Europees kampioenschap 2022. Hij won op 5 augustus 2024 een gouden medaille bij de 3x3 basketbal tijdens de Olympische Spelen in Parijs.
Op 10 maart 2025 maakt Slagter bekend te stoppen met basketbal op het hoogste niveau 

## Erelijst
Nederland
- Landskampioen (6): 2011, 2013, 2014, 2015, 2017, 2018
- NBB Beker (5): 2012, 2014, 2016, 2017, 2018
- Supercup (5): 2011, 2012, 2015, 2016, 2018

Individuele prijzen:
- Most Valuable Player (1): 2014
- Play-offs MVP (1): 2014
- All-Star Team (1): 2014
- All-Defense Team (1): 2014
- DBL Sixth Man of the Year (2): 2016–17, 2017–18
- MVP Onder 23 (2): 2006, 2008
- All-Star (5): 2007, 2010, 2013, 2014, 2017

## Statistieken
Dutch Basketball League
|  | Beste in de competitie |

| Jaar    | Team           | GS | MPW  | 2P%  | 3P%  | VW%  | RPW | APW | SPW | BPW | PPW  |
| ------- | -------------- | -- | ---- | ---- | ---- | ---- | --- | --- | --- | --- | ---- |
| 2008–09 | Bergen op Zoom | 43 | 25.6 | 46,8 | 45,8 | 6,70 | 3.3 | 3.7 | 1.2 | 0.0 | 9.1  |
| 2009–10 | Bergen op Zoom | 41 | 25.9 | 57,9 | 41,5 | 75,7 | 2.9 | 3.7 | 1.4 | 0.0 | 10.0 |
| 2010–11 | Leiden         | 43 | 28.2 | 46,3 | 33,3 | 77,5 | 3.7 | 3.4 | 1.7 | 0.1 | 9.5  |
| 2011–12 | Leiden         | 40 | 23.3 | 43,6 | 40,5 | 77,4 | 2.8 | 3.0 | 1.2 | 0.0 | 7.5  |
| 2012–13 | Leiden         | 44 | 27.9 | 45,7 | 42,3 | 78,6 | 4.1 | 4.3 | 1.0 | 0.1 | 11.3 |
| 2013–14 | Groningen      | 35 | 24.6 | .535 | .500 | .800 | 2.7 | 4.4 | 1.1 | 0.0 | 8.8  |